# Farol da Ponta do Arnel
O Farol do Arnel localiza-se na ponta nordeste da ilha de São Miguel, a Ponta do Arnel, nos Açores, em Portugal.
O Farol do Arnel, situado na ponta do Arnel, no extremo nordeste da ilha de São Miguel, entrou em funcionamento em 26 de Novembro de 1876, tendo sido o primeiro farol implantado na Região Autónoma dos Açores. É edificado em finais do século XIX num contexto de modernização do concelho, pela mão do grande obreiro do Nordeste, António Alves de Oliveira.
O Farol do Arnel foi ao longo dos anos sofrendo várias melhorias e adaptações, que lhe permitiram chegar aos dias de hoje mantendo as suas funções de assinalamento marítimo e constituindo um marco no património do concelho do Nordeste.
Durante todo o ano, são facultadas visitas guiadas ao Farol do Arnel, podendo os visitantes conhecer a história e o património, assim como a atividade do farol e dos seus faroleiros que se encontram no farol por turnos de 24 horas para salvaguardar o bom funcionamento do assinalamento marítimo e segurança da costa. 
O farol encontra-se actualmente Equipado com uma Lente de Fresnel de 3°Ordem (500mm). E detém de um alcance luminoso de 19 milhas náuticas (35km). É um importante equipamento de assinalamento marítimo para todo o tráfego que navega nas águas açorianas. 
Trata-se de uma torre prismática branca com quinze metros de altura e edifício anexos.